# A Siren of Impulse
A Siren of Impulse é um filme mudo norte-americano de 1912, do gênero drama, dirigido por D. W. Griffith. Impressão do filme encontra-se conservada no Museu de Arte Moderna, em Nova Iorque.

## Elenco
- Dorothy Bernard ... Mariana
- Charles West ... Jose